# Bọ cánh cứng Goliath
Bọ cánh cứng Goliath, tên khoa học Goliathus goliatus, là một loài bọ cánh cứng thuộc về họ Scarabaeidae.

## Phân loại

### Phân loài
- Goliathus goliatus var. conspersus Kraatz, 1895

(Biolib)

## Mô tả
Goliathus goliatus một trong những loài lớn nhất thuộc chi Goliathus, với chiều dài cơ thể khoảng 50–110 milimét (2,0–4,3 in) ở con đực và khoảng 50–80 milimét (2,0–3,1 in) ở con cái. Đốt ngực trước chủ yếu là màu đen, với các sọc dọc màu trắng, trong khi cánh cứng thường có màu nâu tối.
Loài này có một cặp cánh màng lớn thực sự được sử dụng để bay. Khi không sử dụng, chúng được xếp đưới cánh cứng. Đầu có màu trắng, với một sừng hình chữ Y đen ở con đực được sử dụng trong trận chiến với những con đực khác để giành thức ăn hoặc bạn tình. Bọ cánh cứng Goliath ăn chủ yếu nhựa cây và hoa quả.

## Phân bố
Loài này đang lan rộng từ phía tây đến phía đông vùng xích đạo châu Phi (Cameroon, Cộng hòa Trung Phi, Cộng hòa Congo, Cộng hòa Dân chủ Congo, Gabon, Kenya, Nigeria, Tanzania và Uganda).

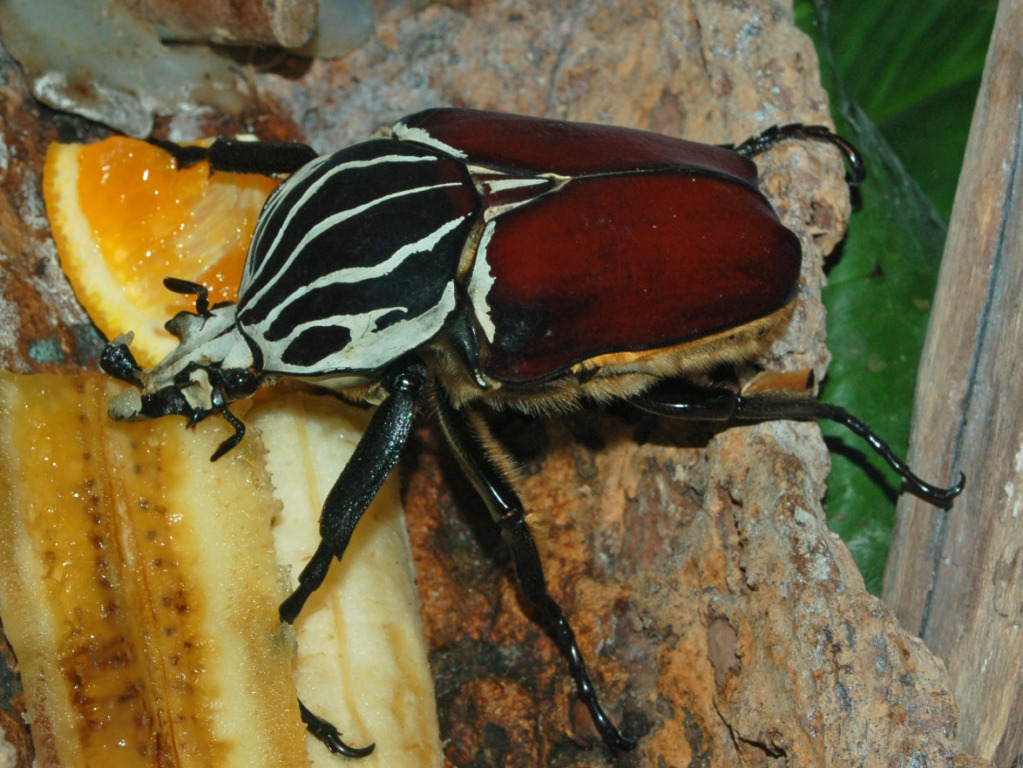
Goliathus goliatus đực, ởMontreal Insectarium
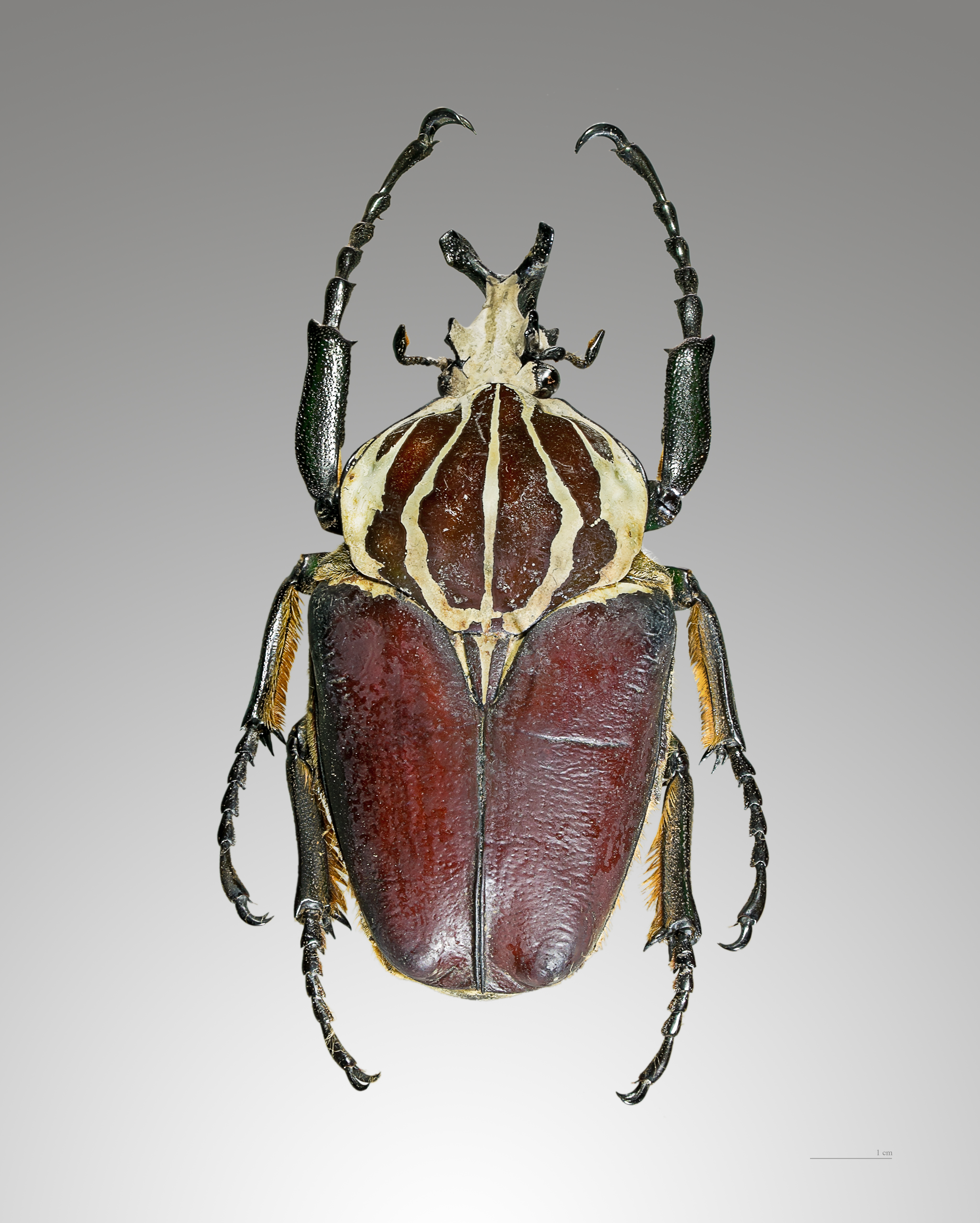
Goliathus goliatus đực, mặt lưng
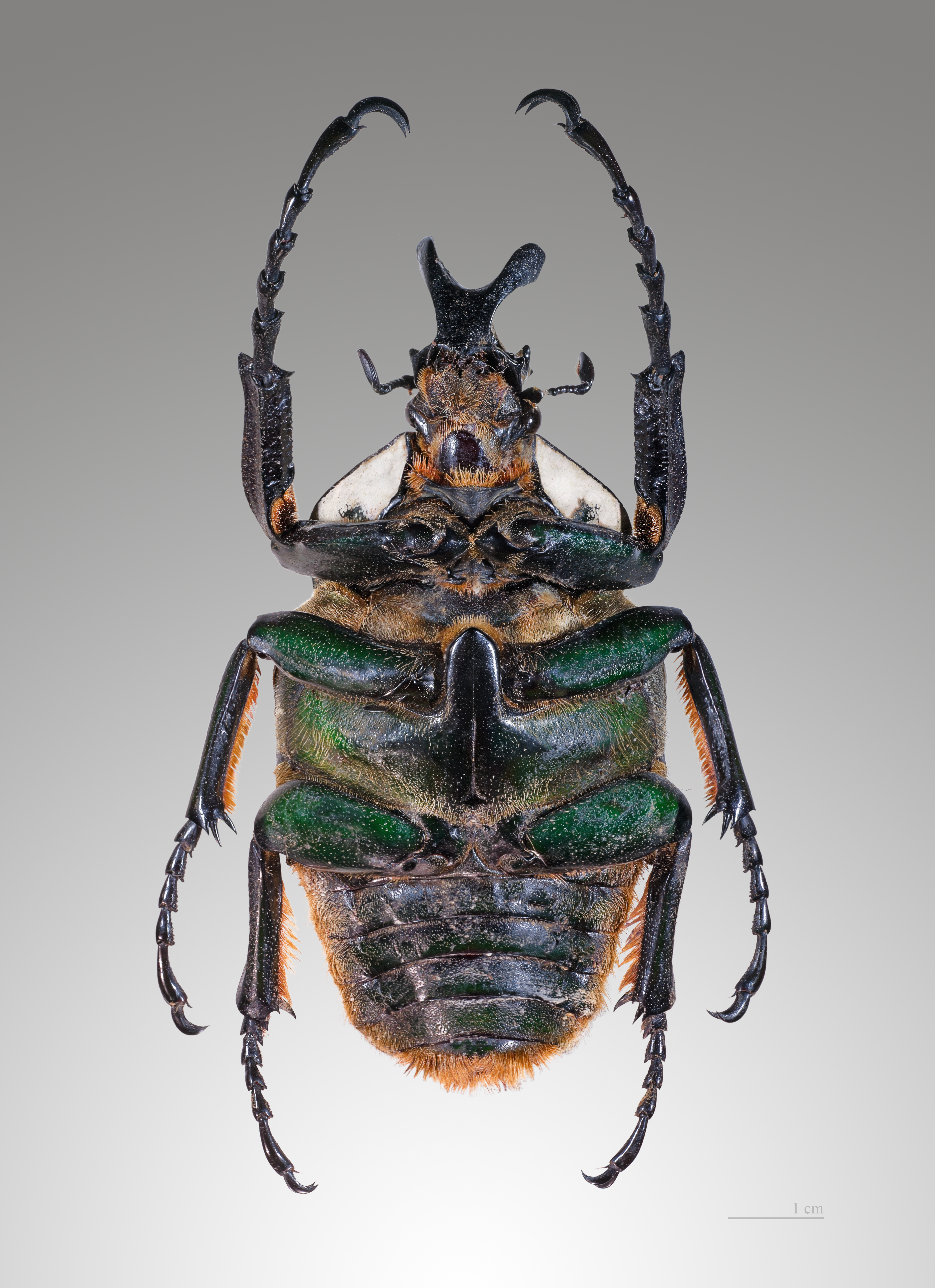
Goliathus goliatus đực, mặt bụng

## Môi trường sống
Goliathus goliatus chủ yếu hiện nay ở các khu rừng xích đạo và savan cận xích đạo.